# Libuše Šafránková
Libuše Šafránková est une actrice tchécoslovaque puis tchèque née le 7 juin 1953 à Brno (Tchécoslovaquie) et morte le 9 juin 2021 à Prague (Tchéquie),.

## Biographie
Elle naît le 7 juin 1953 à Brno. Elle passe son enfance et ses années d'école d'abord dans le village de Synalov près de Lomnica, d'où venaient ses grands-parents paternels, puis à Šlapanice près de Brno. Son père, Miroslav Šafránek (1927–1984), y travaillait comme professeur de musique, chef d'orchestre de la fanfare locale, organiste d'église et accompagnateur musical dans un théâtre amateur. Sa mère, Libuše Šafránková, née Hrubanová (1932–2008), qui a donné son nom à l'actrice, enseignait dans une école de l'industrie du vêtement.
Enfant, elle fréquente un club de théâtre, jouait dans un théâtre amateur et participait à divers concours de récitation, en remportant plusieurs d'entre eux. En 1971, elle est diplômée du département d'art dramatique du Conservatoire de Brno et, dès la deuxième année, elle est artiste invitée. En 1970-1971, elle est engagée par le Théâtre d'État de Brno. Elle a eu sa première grande opportunité d'actrice sur la scène du Théâtre Mahen dans le rôle de Juliette de Shakespeare.
Elle s'installe à Prague et travaille au Théâtre Za Branou de Krejč (1971-1972). Après sa fermeture forcée, elle devient membre du Club dramatique (1972-1990), où elle joue dans la plupart des productions locales, notamment dans le rôle de Nina dans La Mouette ou de Colombina dans la comédie Trois dans le même de Menzel. 
En 2014, Šafránková a subi une opération difficile, au cours de laquelle une tumeur pulmonaire a été retirée ainsi qu'une partie d'un lobe pulmonaire. Le 7 juin 2021, le jour de son 68e anniversaire, selon le quotidien Blesk, elle a subi une intervention médicale à l'hôpital universitaire général de Prague, où elle est décédée deux jours plus tard. Le 25 juin, une cérémonie d'adieu a eu lieu dans l'église St. Agnès à Spořilov (Prague), puis ses funérailles se sont déroulées le 2 juillet. Elle est inhumée au cimetière de sa ville natale Šlapanice.

### Famille
Mariée à l'acteur Josef Abrhám, elle est la sœur de l'actrice Miroslava Šafránková et la mère du réalisateur et scénariste Josef Abrhám Jr.

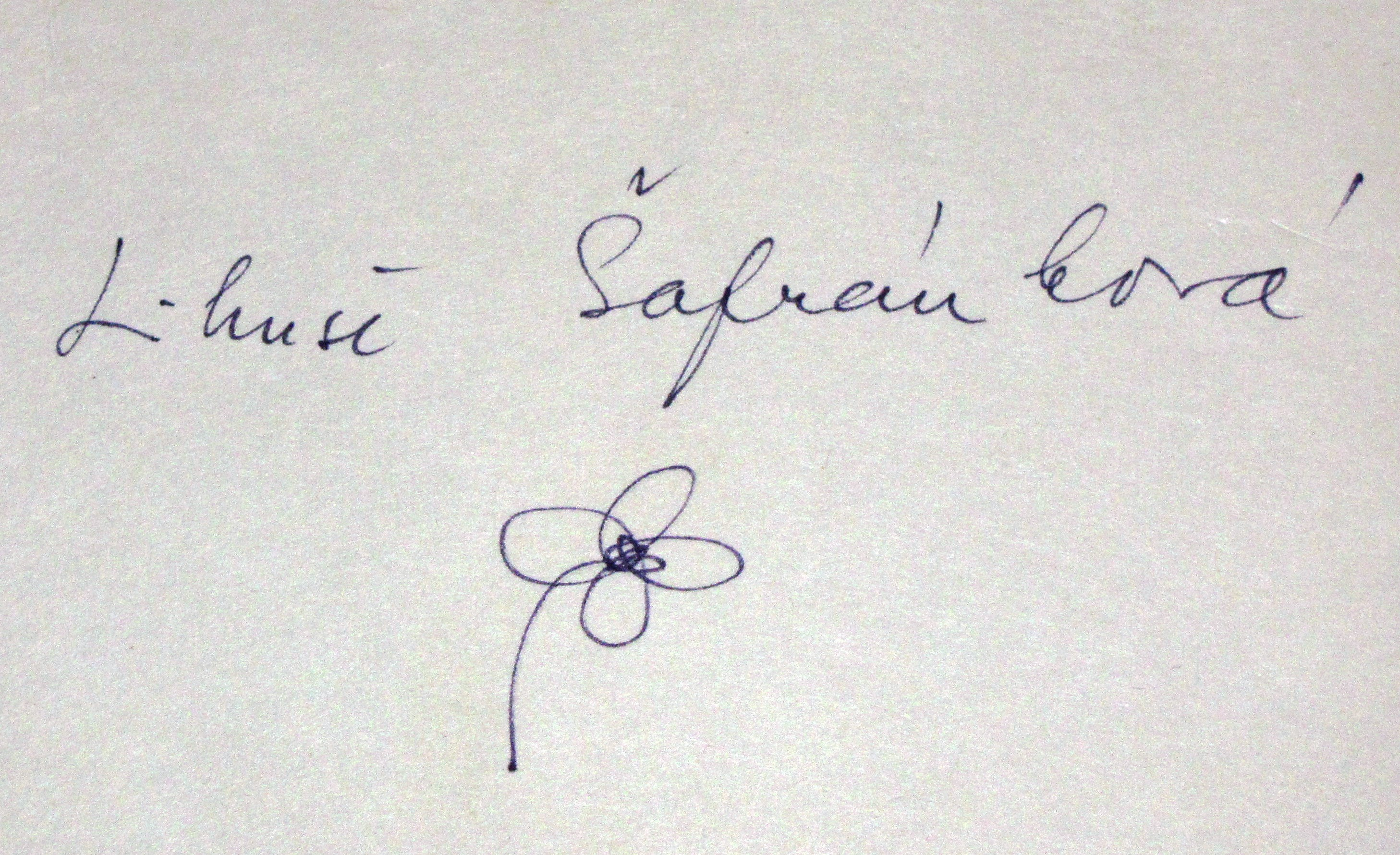
Autographe de Libuše Šafránková en 1988.

## Filmographie

### Cinéma
- 1973 : Trois Noisettes pour Cendrillon (Tri orísky pro Popelku) : Cendrillon
- 1973 : Přijela k nám pouť : l'enseignante
- 1974 : Comment noyer le Docteur Mracek ou la fin des ondins en Bohême (Jak utopit doktora Mrácka aneb Konec vodniku v Cechách) : Jana Vodicková
- 1975 : Brácha za vsechny penize : Zuzana Pavelková
- 1975 : Muj brácha má prima bráchu : Zuzana
- 1975 : Assassinat à Sarajevo (Sarajevski atentat) : Jelena
- 1976 : Paleta lásky : Josefína Stovícková-Albertová
- 1976 : Malá morská víla : Princesse
- 1979 : Princ a Vecernice : Vecernice
- 1980 : Vrchní, prchni! : Vránová
- 1981 : Krtiny : Nada
- 1982 : Tretí princ : Princesse Milena/Princesse des montagnes de diamants
- 1983 : Jára Cimrman lezící, spící : Alzbeta
- 1983 : Le Prince de sel (Sol nad zlato) : Princesse Maruška
- 1984 : Les Fêtes des perce-neige (Slavnosti snezenek) : l'enseignante
- 1985 : Mon cher petit village (Vesnicko má stredisková) : Jana Turková
- 1987 : Zurivý reportér : Katerina
- 1989 : Clovek proti zkáze : Vera Hruzová
- 1989 : El Mar es azul : Jarka
- 1991 : L'École élémentaire (Obecná skola) : Mme Souckova
- 1991 : Zebrácká opera : Jenny
- 1993 : Nesmrtelna teta : Felicity
- 1996 : Kolja : Klára
- 1997 : Bájecná léta pod psa : la mère de Kvido
- 1999 : Návrat ztraceného ráje
- 1999 : Vsichni moji blízcí : Irma
- 2001 : ELFilm : Elf
- 2013 : The Don Juans : Markétka

### Télévision

#### Téléfilms
- 1971 : Babička : Barunka
- 1975 : Vivát, Benyovszky! : Lentulay Anna
- 1976 : Splynutí dusí : Jana Parmová
- 1976 : Jenůfa : Karolka
- 1977 : Jablícko se dokoulelo : Princesse Ancicka
- 1979 : Jak je dulezité míti Filipa : Gvendolina Bracknellová
- 1979 : Silvestr svobodného pana : Miluska
- 1980 : Triptych o láske : Lissote
- 1981 : Pohádka o mokrosuchém stestí : Andulka Juklícková
- 1982 : Vojácek a drací princezna : Princesse Ludovina/Rybárka Círka
- 1983 : Svatební cesta do Jiljí : Petra
- 1988 : Nejlepsí kseft mýho zivota: Marta Benesová
- 1988 : Dve z Paríze  : Solange
- 1991 : Hrbitov pro cizince : Kamila
- 1991 : Pofoukej mi jahody : Skarleta
- 1992 : Královský zivot otroka : rôle inconnu
- 1997 : Doktor Munory a jiní lidé  : l'épouse du docteur
- 2001 : Elixír a Halíbela : la sorcière Halíbela
- 2004 : Falesné obvinení : rôle inconnu
- 2008 : Kouzla králu : Královna Kristýnka

#### Séries télévisées
- 1985 : Rozpaky kuchare Svatopluka Warehouser Stanislava
- 1988 : Le Cirque Humberto (cs) : Ruzenka
- 1992 : Náhrdelník : Josefína Konrádová
- 2006 : Náves : Ruzena Slavíková
- 2007 : Cetnické humoresky : Karlicka
- 2008 : Soukromé pasti : Matka Karolíny